# 闇狩り師
『闇狩り師』（やみがりし）は、夢枕獏が著した小説作品のシリーズ。また、それを原作とした漫画作品。

## 概要
ミスター仙人こと、九十九乱蔵の活躍を描く。同作者の『キマイラ・吼』シリーズとは世界観と一部の登場人物を共有している。

## 登場人物
九十九乱蔵（つくも らんぞう）
主人公。ミスター仙人の異名を持つ祟られ屋。身長2m、体重145kgを誇る大男。仙道と中国拳法の使い手。獅子鼻で唇太く、肝っ玉はもっと太い。笑った顔が見たくなるとは著者の弁。
『キマイラ・吼』シリーズの登場人物の一人、九十九三蔵の実兄でもある。
シャモン
乱蔵が連れている黒猫の姿をした猫又。体は小さいが立派な成獣である。乱蔵の精気に引き寄せられる魍魎を喰らう霊喰い。
玄角（げんかく）
修験者。「怪士の鬼」「馬黄精」「蒼獣鬼」「崑崙の王」で登場。漫画版でも乱蔵と共闘している。
真壁雲斎（まかべ うんさい）
乱蔵の仙道の師匠。元々は『キマイラ・吼』シリーズの登場人物である。
加座間典善（かざま てんぜん）
「くだぎつね」で登場した方士。「蒼獣鬼」でも再登場している。
木村周司の漫画版では設定・性格が大きく変更され、終始悪役として暗躍する。
龍王院弘（りゅうおういん ひろし）
「崑崙の王」で登場。元は『キマイラ・吼』の登場人物。
丹波善之助（たんば ぜんのすけ）
「怪士の鬼」で登場した資産家。石川賢、木村周司の漫画版にも登場。
滝蓮三郎（たき れんざぶろう）、麻紀絵（まきえ）
共に菊地秀行の小説作品『妖獣都市』の登場人物。
来留間慎一の漫画版においてゲスト登場し、乱蔵や玄角と共闘した。
織田信長
石川賢の漫画版オリジナルキャラクター。
仏像に封印されていたが、工事で仏像が破壊された事によって現代に復活する。オズマ宇宙開発研究所の宇宙開発用ロボット「アース・C3」を乗っ取って天下を取ろうとした。
賀茂憲子（かも のりこ）
伊藤勢の漫画版オリジナルキャラクター。
ある陰陽師の子孫にしてシャモンの元の飼い主だが、交通事故に遇って生霊の状態でシャモンに憑依していた。

## 原作エピソード一覧

### 短編
- 怪士の鬼
- 蛟
- くだぎつね
- 蘭陵王
- 白猿伝
- 鏢師
- 馬黄精
- ほどろ
- かるかや
- 殯
- 陰陽師
- 餓鬼魂
  - 以上の作品は「崑崙の王」以前の時系列の物語である。
- 媼
  - 短編作品では本作のみ「蒼獣鬼」以後の時系列となっている。

### 長編
- 蒼獣鬼
  - 『闇狩り師』シリーズ初の長編作品として発表された。
- 崑崙の王
  - 時系列的には「蒼獣鬼」より以前である。
- 黄石公の犬

### 単行本未収録
- 宿神
- 摩多羅神
  - 摩多羅神は『SFアドベンチャー』に連載されていた宿神を改題して徳間書店『読楽』に再連載しているもの

## 書籍一覧

### 小説
- 原作小説（徳間書店よりトクマ・ノベルズ／徳間文庫として刊行）
  - 闇狩り師 ミスター仙人九十九乱蔵（トクマ・ノベルズ-1984年01月／徳間文庫-1987年12月）
  - 闇狩り師2 ミスター仙人九十九乱蔵（トクマ・ノベルズ-1984年10月／徳間文庫-1988年07月）
  - 闇狩り師 蒼獣鬼 妄霊篇 （トクマ・ノベルズ-1985年09月／徳間文庫-1990年02月）
  - 闇狩り師 蒼獣鬼 異神篇 （トクマ・ノベルズ-1986年03月／徳間文庫-1990年03月）
  - 闇狩り師 崑崙の王 龍の紋章篇 （トクマ・ノベルズ-1988年05月／徳間文庫-1991年07月）
  - 闇狩り師 崑崙の王 龍の咆哮篇 （トクマ・ノベルズ-1988年06月／徳間文庫-1991年08月）
- 原作小説（2009年の「黄石公の犬」発売に合わせ、過去の作品を全てまとめた新装版を徳間書店よりトクマ・ノベルズとして再刊行）
  - 闇狩り師 《新装版》 （トクマ・ノベルズ-2009年07月）（闇狩り師／闇狩り師2を収録）
  - 闇狩り師 蒼獣鬼 《新装版》 （トクマ・ノベルズ-2009年08月）（蒼獣鬼 妄霊篇／蒼獣鬼 異神篇を収録）
  - 闇狩り師 崑崙の王《新装版》 （トクマ・ノベルズ-2009年09月）（崑崙の王 龍の紋章篇／崑崙の王 龍の咆哮篇を収録）
  - 闇狩り師 黄石公の犬 （トクマ・ノベルズ-2009年06月）

その他に徳間デュアル文庫版や新装愛蔵版（1996年06月）等が過去に発行されている。
SFアドベンチャー、SFJapan（両者とも休刊）に掲載されていた。

### 漫画版
闇狩り師 （作画：来留間慎一）
徳間書店の『少年キャプテン』で連載。
単行本は徳間書店からワイド版と新装版が刊行された他、2009年にも同社より復刊されている。いずれも全1巻。
原作の「馬黄精」を忠実に漫画化した他、菊地秀行の『妖獣都市』とのクロスオーバー作品「闇の邂逅」も描かれている。
新装版以降の単行本には、夢枕獏の短編「のけもの道」の漫画版も収録。
闇狩り師 九十九乱蔵 （作画：石川賢）
小学館の『小学四年生』で連載。
単行本は徳間書店より刊行され、後に双葉社のアクションコミックスからも復刊された。共に全1巻。
原作のエピソードを元としながらも、全体的に石川賢の作風が強いオリジナルストーリー。乱蔵の容姿も童顔で、漫画版『ゲッターロボ號』の一文字號に近いものとなっている。
闇狩り師 （作画：木村周司）
講談社の『月刊マガジンZ』で連載。
単行本全4巻に加え、シリーズの公式読本も“0巻”として刊行された。
原作の世界観や人物設定を再構築した作風を特色としている。
闇狩り師 キマイラ天龍変 （作画：伊藤勢）
徳間書店『COMICリュウ』で連載。単行本全2巻、文庫版全1巻。
世界観を共有している『キマイラ・吼』とのクロスオーバー作品であり、『闇狩り師』本編より10年前を舞台に、22歳の九十九乱蔵の活躍を描いている。